# Heat (phim 1995)
Heat là một bộ phim tội phạm Mỹ do Michael Mann đạo diễn, với các diễn viên Robert De Niro, Al Pacino, và Val Kilmer. Bộ phim đã được phát hành tại Hoa Kỳ vào ngày 15 tháng 12, năm 1995. De Niro đóng Neil McCauley, một tên trộm chuyên nghiệp, trong khi Pacino đóng vai trung úy Vincent Hanna, một LAPD kỳ cựu theo dõi các hành tung của McCauley. Các cuộc xung đột trong phim được viết dựa trên kinh nghiệm của cựu sĩ quan cảnh sát Chicago Chuck Adamson về cuộc điều tra của mình trong năm 1960 với một tên tội phạm có tên McCauley, sau đó nhân vật do De Niro đóng được đặt theo tên đó.
Heat thành công lớn về mặt thương mại, doanh thu 67 triệu USD tại Hoa Kỳ và 187 triệu USD trên toàn thế giới (290 triệu USD trong năm 2015) với một ngân sách 60 triệu USD. Nó đã được các nhà phê bình ưa thích. Trang phê bình Rotten Tomatoes cho điểm 86% cho phim này, gọi bộ phim là "một bộ phim tội phạm làm mất thì giờ mà rút ra màn trình diễn hấp dẫn từ các ngôi sao của nó" và xác nhận Michael Mann là bậc thầy trong thể loại phim này.

## Nội dung
Nhóm tội phạm do Neil McCauley (Robert De Niro) cầm đầu bao gồm Chris Shiherlis (Val Kilmer), Michael Cheritto (Tom Sizemore), Trejo (Danny Trejo) và một kẻ mới tuyển dụng Waingro (Kevin Gage) cướp một chiếc xe bọc thép, lấy được số trái phiếu trị giá 1,6 triệu USD thuộc về kẻ rửa tiền Roger Van Zant (William Fichtner). Tuy nhiên, Waingro hấp tấp giết chết một trong các nhân viên bảo vệ, buộc băng cướp giết luôn hai người bảo vệ còn lại để không có nhân chứng. McCauley điên tiết và định giết Waingro nhưng hắn đã trốn thoát. Sau đó Nate (Jon Voight), người bảo hộ của McCauley, đề nghị bán các trái phiếu lại cho chính Van Zant, hắn đồng ý nhưng bí mật ra lệnh cho tay sai giết McCauley tại cuộc gặp. Nhờ tin mật báo, McCauley thoát khỏi cuộc phục kích và thề sẽ trả thù Van Zant.
Trung úy LAPD Vincent Hanna (Al Pacino) chỉ huy việc điều tra các vụ cướp và biết rằng nhóm của McCauley có kế hoạch trộm một lượng đá quý lớn. Hanna và đội của ông chờ đợi đột kích tại tiệm đá quý, nhưng một cảnh sát vô tình gây ra tiếng động nhỏ, McCauley phát hiện và ra lệnh rút lui. Hanna buộc phải để những gã tội phạm chạy thoát.
Dù biết rõ cảnh sát đang theo dõi nhưng McCauley vẫn quyết định thực hiện một phi vụ cuối cùng, đó là cướp 12 triệu USD trong một ngân hàng lớn. Trong khi đó Waingro đã tiếp cận Van Zant và lên kế hoạch trừ khử McCauley.
Cuộc sống tình cảm của cả Hanna và McCauley đều không được như ý do công việc của họ. Cô vợ Justine (Diane Venora) của Hanna có quan hệ bất chính, còn cô con riêng Lauren (Natalie Portman) liên tục gặp các vấn đề tâm lý. McCauley mới đây đã có quan hệ với Eady (Amy Brenneman) nhưng không dám tiến xa với cô do tính chất nguy hiểm của công việc mà ông đang làm. Hanna và McCauley gặp nhau tại quán cà phê, đối mặt, chia sẻ về cuộc sống và cùng thống nhất về công việc cũng như nhất trí sẵn sàng giết nhau nếu hoàn cảnh bắt buộc.
Sau cuộc gặp gỡ đó, nhóm của McCauley đã thoát khỏi sự theo dõi của cảnh sát. Tuy nhiên một thành viên trong nhóm là Trejo đã từ chối tham gia vụ cướp. Cần một tài xế mới, McCauley tuyển dụng Donald Breedan (Dennis Haysbert), một bạn tù cũ đang bế tắc trong cuộc sống và họ cùng đến ngân hàng.
Hanna nhận được tin mật báo nên ông cùng đồng đội đến đột kích, họ đối mặt với nhóm của McCauley tại trước cửa ngân hàng sau khi nhóm tội phạm cướp được một số tiền lớn. Một cuộc đấu súng và rượt đuổi kinh hoàng diễn ra, Breedan, Cheritto và một số cảnh sát thiệt mạng. McCauley chạy thoát cùng với Chris đã bị thương, ông đưa Chris đến nhà một bác sĩ và chia cho anh ta một số tiền rồi điều tra xem kẻ nào đã cung cấp thông tin cho cảnh sát. McCauley tìm đến Trejo và thấy anh ta đang hấp hối bên cạnh người vợ đã chết. Trejo tiết lộ rằng chính Waingro đã ép anh ta khai ra thông tin về vụ cướp và Waingro cùng với Van Zant muốn hãm hại nhóm của McCauley. McCauley giết Trejo để giúp anh ta chấm dứt đau đớn và đột nhập vào nhà Van Zant rồi giết hắn. Ông lên kế hoạch bỏ trốn sang New Zealand cùng với Eady sau khi thuyết phục cô chấp nhận cuộc sống tội phạm của mình. Cảnh sát biết được Waingro đang ẩn nấp trong một khách sạn và Hanna cố gắng bẫy McCauley bằng cách theo dõi căn phòng của Waingro để chờ McCauley đến trả thù. Tuy nhiên sau một khoảng thời gian Hanna nghĩ rằng McCauley đã trốn thoát.
Trong khi đó cuộc phục kích Chris cũng thất bại. Cảnh sát đã thuyết phục Charlene (Ashley Judd), vợ của Chris, hợp tác với họ nhờ nhân tình của cô ta. Tuy nhiên vào giây phút Chris xuất hiện, Charlene đã ra hiệu để anh chạy thoát. Chán nản vì những cuộc vây bắt không thành, Hanna trở về nhà và phát hiện Lauren tự sát trong phòng tắm. Ông đưa con gái đến bệnh viện và gặp cô vợ Justine tại đây, họ đều thống nhất rằng hôn nhân sẽ luôn bế tắc như vậy.
Mọi chuyện tưởng như đã kết thúc nhưng trên đường đến sân bay, McCauley nhận được địa chỉ của Waingro và quyết định sẽ giết hắn để trả thù. Ông dặn Eady đợi bên ngoài khách sạn rồi vào trong gây báo động giả. Nhân lúc khách sạn hỗn loạn, McCauley giết Waingro rồi tẩu thoát. Trong lúc bị Hanna truy đuổi, McCauley buộc phải từ bỏ Eady để chạy đến một bãi đất chứa hàng hóa trong sân bay quốc tế Los Angeles. Cả hai rình rập nhau và Hanna đã bắn McCauley nhờ một chút may mắn, cả hai nắm tay nhau trong giây phút McCauley từ biệt cuộc sống.